# Dallman Harbour
Der Dallman Harbour (auch: Dallman Harbor oder West Wewak Harbor, in der deutschen Kolonialzeit Dallmannhafen genannt) ist eine kleine Bucht in der Provinz East Sepik an der Nordostküste von Papua-Neuguinea. Sie ist damit Teil der Bismarcksee.

## Geographie
Die Bucht ist etwa acht Kilometer breit und reicht etwa einen Kilometer tief ins Land hinein. Am äußeren südlichen Punkt wird die Bucht von der Halbinsel Wom, die nordöstlich mit dem Kap Wom und der Insel Raboin Island in den Pazifik ausläuft, begrenzt. Im Norden läuft die Bucht bis zu einer Kap Pus genannten Landspitze aus.
Die Siedlung Wewak liegt etwa zehn Kilometer im Südosten der Bucht.

## Geschichte
Die Bucht wurde 1830 vom englischen Seefahrer Morrell entdeckt und Woodburyhafen genannt. 1885 wurde die Bucht von Otto Finsch im Rahmen von dessen Südsee-Expeditionen erneut besucht und nach dem Kapitän seines Schiffes Samoa Eduard Dallmann benannt.
Ab 1899 war die Gegend um die Bucht Teil der deutschen Kolonie Neuguinea.
1920 kam Neuguinea unter australische Mandatsverwaltung. Während des Zweiten Weltkriegs am 18. Dezember 1942 besetzte die japanische Armee die Bucht und nutzte diese als Ankerplatz. Am 13. September 1945 ergaben sich die in Papua zu diesem Zeitpunkt verbliebenen japanischen Truppen am Kap Wom den Australiern. 1945 übernahm Australien die Gegend erneut unter Mandatsverwaltung.
Am 11. November 1945 hielt die australische Armee unter der Leitung von Kaplan Howden einen Gottesdienst am Strand von Dallman Harbour für die Angehörigen des Infanteriebataillons 2/5 ab, die während des Aitape-Wewak-Feldzugs getötet worden waren. Anschließend fand in der Bucht eine „Wewak-Regatta“ statt, bei der Boote aus geborgenen Materialien zum Einsatz kamen, die in der Bucht Wettkämpfe segelten.
1975 wurde sie Teil des unabhängigen Staates Papua-Neuguinea.